# Грузинський ларі
Грузинський ларі (груз. ქართული ლარი; код: GEL, символ: ) — офіційна валюта Грузії, поділяється на 100 тетрі. Введена в 1995 році на заміну грузинського купона. В обігу перебувають банкноти номіналом 1, 2, 5, 10, 20, 50, 100 і 200 ларі та монети 1, 2, 5, 10, 20, 50 тетрі і 1, 2 ларі. Центральний банк — Національний банк Грузії.

## Етимологія
Слово «ларі» старогрузинською мовою означає «власність» або «запас», а слово «тетрі» вживалося як назва грузинських грошей у ХІІІ столітті.

## Історія
У XVIII—XIX століттях на території сучасної Грузії в обігу був рубль Російської імперії.
Грузинська Демократична Республіка, проголошена в 1919, стала випускати власні грузинські рублі які були в обігу до 1923. Опісля був запроваджений карбованець СРСР який проіснував до 1993 року.
5 квітня 1993, тимчасово на період гіперінфляції після розпаду СРСР, були запровадженні купони.
2 жовтня 1995, після стабілізації економіки Грузії, були запровадженні сучасні ларі і до цих пір є офіційним платіжним засобом. Викарбувані на Паризькому монетному дворі. Монети в 50 тетрі зразка 1993 року вилучено з обігу з 1 січня 2018 року. До 1 січня 2019 року їх можна було обміняти на діючі грошові знаки в будь-якому банку, а з зазначеної дати — тільки в Національному банку.

## Монети
У 1993 в обіг були випущенні монети номіналом 1, 2, 5, 10, 20 та 50 тетрі. У 2006 був оновлений дизайн монети в 50 тетрі а також додатково випущенні номінали в 1 та 2 ларі. Таким чином сьогодні в обігу перебувають монети номіналами 1, 2, 5, 10, 20, 50 тетрі та 1, 2 ларі. Окрім звичаних обігових Національним банком Грузії регулярно випускаються й різноманітні пам'ятні монети.

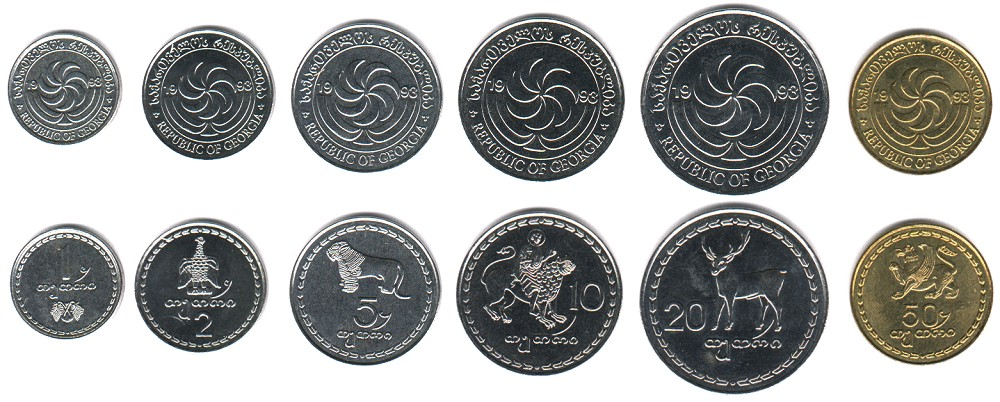
Обігові монети серії 1993 року

## Банкноти
У 1995 в обіг були випущенні банкноти номіналом 1, 2, 5, 10, 20, 50 та 100. У 2006 банкноти в 1 та 2 ларі були замінені на монети а також додатково випущена банкнота в 200 ларі. Таким чином сьогодні в обігу перебувають банкноти номіналами 5, 10, 20, 50, 100 та 200 ларі. З 2016 року вводиться нова серія банкнот — тих же номіналів однак з новим дизайном.

### Серія 1995 року
| Банкноти 1995—2016 років                     | Банкноти 1995—2016 років | Банкноти 1995—2016 років | Банкноти 1995—2016 років | Банкноти 1995—2016 років   | Банкноти 1995—2016 років                                                                                                  | Банкноти 1995—2016 років | Банкноти 1995—2016 років      |         |
| Зображення                                   | Зображення               | Номінал                  | Розмір                   | Основний колір             | Опис | Опис | В обігу                       | В обігу |
| Аверс                                        | Реверс                   | Номінал                  | Розмір                   | Основний колір             | Аверс | Реверс |                               |         |
| -------------------------------------------- | ------------------------ | ------------------------ | ------------------------ | -------------------------- | --- | --- | ----------------------------- | ------- |
|                                              |                          | 1                        | 115×61                   | Сірий                      | портрет художника Ніко Піросмані                                                                                          | панорама Тбілісі, олень з картини Піросмані                                                                                  | 1995 1999 2002 2007           |         |
|                                              |                          | 2                        | 115×61                   | сірий помаранчевий         | портрет композитора Захарія Паліашвілі, ноти увертюри з його опери «Абесалом та Етері»                                    | Будівля Грузинського театру опери і балету імені Паліашвілі                                                                  | 1995 1999 2002                |         |
|                                              |                          | 5                        | 115×61                   | коричневий                 | Портрет грузинського академіка Іване Джавахішвілі                                                                         | Будівля Тбіліського державного університету ім. Іване Джавахішвілі; золота скульптура лева III тис. до н. е.; карта Грузії.  | 1995 1999 2002 2008 2011 2013 |         |
|                                              |                          | 10                       | 125×63                   | сірий синій                | Портрет грузинського поета і громадського діяча Акакія Церетелі                                                           | Портрет матері грузинського художника Давида Какабадзе з картини «Імеретія — мати моя».                                      | 1995 1999 2002 2007 2008 2012 |         |
|                                              |                          | 20                       | 131×65                   | Блакитний сірий коричневий | Портрет грузинського поета і громадського діяча Іллі Чавчавадзе; засновані ним журнал «Вісник Грузії» та газета «Іверія». | Пам'ятник засновнику Тбілісі царю Вахтангу I Горгасалу на фоні мапи Тбілісі XVIII століття та фортечного комплексу Нарікала. | 1995 1999 2002 2008 2011 2013 |         |
|                                              |                          | 50                       | 135×66                   | зелений синій              | Портрет Тамари Великої; зображення грифона з храму Самтавісі.                                                             | Знак зодіаку «Стрілець» з грузинської мініатюри XII століття.                                                                | 1995 1999 2004 2008 2011 2013 |         |
|                                              |                          | 100                      | 140×67                   | зелений сірий              | Графічний портрет грузинського поета XII століття Шота Руставелі.                                                         | Композиція з біблійним сюжетом — «Даниїл у лігві лева» — рельєфне зображення з Мартвільського монастиря.                     | 1995 1999 2004 2008 2012      |         |
|                                              |                          | 200                      | 146×72                   | жовтий                     | Портрет національного героя Кайхосро Чолокашвілі на фоні рельєфних фрагментів пам'яток грузинської культури.              | Краєвид Сухумі та фрагмент знайденого в селі Цебельда рельєфного зображення.                                                 | 2006                          |         |
|                                              |                          | 500                      | 143×66                   | зелений блакитний          | Портрет грузинського царя Давида IV, який тримає у правій руці сувій, а у лівій — Гелатський монастир                     | рання грузинська писемність, хрести                                                                                          | 1995                          |         |
| Масштаб зображень — 1,0 пікселя на міліметр. |                          |                          |                          |                            | | |                               |         |

Банкноту номіналом у 500 ларі з портретом царя Давида IV, було надруковано у 1995 році. Проте, вона так і не надійшла в обіг, залишившись об'єктом колекціонування. Відомо про одну купюру, яка зберігається в Музеї грошей Грузії, декілька з перфорацією «SPECIMEN», та можливо декілька, що зберігаються у колекціонерів. У 2011 році Національний банк Грузії випустив обмежену сувенірну серію цих банкнот.

### Серія 2016 року
| Банкноти 2016 року                           | Банкноти 2016 року | Банкноти 2016 року | Банкноти 2016 року | Банкноти 2016 року | Банкноти 2016 року                                                       | Банкноти 2016 року                                                                      | Банкноти 2016 року |           |
| Зображення                                   | Зображення         | Номінал            | Розмір             | Основний колір     | Опис                                                                     | Опис                                                                                    | В обороті          | В обороті |
| Аверс                                        | Реверс             | Номінал            | Розмір             | Основний колір     | Аверс                                                                    | Реверс                                                                                  |                    |           |
| -------------------------------------------- | ------------------ | ------------------ | ------------------ | ------------------ | ------------------------------------------------------------------------ | --------------------------------------------------------------------------------------- | ------------------ | --------- |
|                                              |                    | 5                  | 122×62             | помаранчевий       | Портрет Іване Джавахішвілі; будівля Тбіліського державного університету. | Картини Ніко Піросмані.                                                                 | 2017               |           |
|                                              |                    | 10                 | 127×64             | синій              | Портрет грузинського поета та громадського діяча Акакія Церетелі         | Портрет матері грузинського художника Давида Какабадзе З картини «Імеретія — мати моя». | 2019               |           |
|                                              |                    | 20                 | 132×66             | рожевий            | Портрет Іллі Чавчавадзе; журнал «Вісник Грузії» та газета «Іверія».      | Панорама Тбілісі, кінна статуя Вахтанга I.                                              | 2016               |           |
|                                              |                    | 50                 | 137×68             | зелений            | Портрет Тамари Великої; печерний монастир Вардзіа.                       | Зображення стрільця з манускрипту XIII століття.                                        | 2016               |           |
|                                              |                    | 100                | 142×70             | фіолетовий         | Портрет Шота Руставелі ; печерний монастир Вардзіа.                      | Грузинський театр опери і балету імені Паліашвілі.                                      | 2016               |           |
| Масштаб зображень — 1,0 пікселя на міліметр. |                    |                    |                    |                    |                                                                          |                                                                                         |                    |           |

## Валютний курс
Грузинський ларі має плаваючий режим валютного курсу. Станом на 24 березня 2025, його валютний курс (за даними НБУ, ЄЦБ та МВФ) становить 14,84 гривень за 1 ларі, 3,032 ларі за 1 євро та 2,801 ларі за 1 долар США.
| Рік                       | 1996 | 1998 | 2000 | 2002 | 2004 | 2006 | 2008 | 2010 | 2011 | 2012 | 2013 | 2014 | 2015 | 2016  | 2017  | 2018  | 2019  |
| ------------------------- | ---- | ---- | ---- | ---- | ---- | ---- | ---- | ---- | ---- | ---- | ---- | ---- | ---- | ----- | ----- | ----- | ----- |
| к-сть ларі за 1 євро      | —    | —    | 1,98 | 1,78 | 2,72 | 2,10 | 2,33 | 2,43 | 2,36 | 2,16 | 2,18 | 2,39 | 2,28 | 2,89  | 2,80  | 3,09  | 3,05  |
| к-сть ларі за 1 долар США | 1,26 | 1,38 | 1,97 | 2,03 | 2,15 | 1,78 | 1,58 | 1,69 | 1,77 | 1,66 | 1,65 | 1,73 | 1,88 | 2,39  | 2,66  | 2,57  | 2,66  |
| к-сть гривень за 1 ларі   | —    | 1,76 | 2,75 | 2,62 | 2,47 | 3,11 | 3,17 | 4,72 | 4,49 | 4,81 | 4,85 | 4,74 | 8,40 | 10,01 | 10,17 | 10,92 | 10,38 |